# Thomas Mends Kodwo-Mercer
Thomas Mends Kodwo-Mercer fue un diplomático ghanés.
- De 1938 a finales de 1943 fue maestro en la Adisadel College.
- De finales de 1943 a 1948 fue gerente en la formación de la en:United Africa Company.
- De 1948 a 1953 estudió en Universidad de Birmingham y mantuvo estrecho contacto con el en:Convention People's Party.
- De 1954 a 1956 fue el primer Alto Comisionado en Londres.
- Fue Presidente de la en:Ghana Cocoa Board (Junta de comercialización de cacao Cocoa Purchasing Company, Agricultural Produce Marketing Board).
- Fue miembro del Kumasi College of Technology Council (en:Kwame Nkrumah University of Science and Technology) y la National Committee on the Volta River Project (en:Volta River Authority).
- Jugó un papel de liderazgo en los asuntos de la Iglesia Anglicana en Ghana y el Reino Unido.[1]